# Aldergrove (Colombie-Britannique)
Pour les articles homonymes, voir Aldergrove.
Aldergrove est une communauté canadienne de la Colombie-Britannique dans le district régional du Grand Vancouver. Il est une partie du district de Langley.
C'est le lieu de tournage de la ferme Kent de la célèbre série télévisée Smallville et de la série Bates Motel[réf. nécessaire].